# Phondo
Phondo ist ein Inkhundla (Verwaltungseinheit) in der Region Manzini in Eswatini. Die Verwaltungseinheit wurde 2018 neu geschaffen.

## Gliederung
Das Inkhundla gliedert sich in die Imiphakatsi (Häuptlingsbezirke) Bhadzeni 2, Lusikishini, Khabonina, Mahhashini und Mgazini.